# Хенкин, Виктор Львович
Ви́ктор Льво́вич Хе́нкин (1 января 1923, Москва — 20 января 2010, там же) — советский и российский шахматист, журналист и теоретик. Шахматный обозреватель газеты «Московский комсомолец», ответственный секретарь газеты «Шахматная Москва» (1957—1971), «Бюллетеня Центрального шахматного клуба СССР» (1961—1975), сотрудничал с журналом «64 — Шахматное обозрение». Мастер спорта СССР (1962).
Чемпион ЦС ДСО «Крылья Советов» (1958 г.).
Опубликовал один из первых анализов атаки Созина в сицилианской защите (он же предложил название системы).
Известен как специалист по эндшпилю. Вместе с Ю. Л. Авербахом, В. А. Чеховером, Н. А. Копаевым и И. Л. Майзелисом участвовал в работе над серией книг «Шахматные окончания». Является автором раздела «Ферзь против ладьи» в томе, посвященном ферзевому эндшпилю.
Участник Великой Отечественной войны. Окончил Куйбышевское пехотное училище. Гвардии лейтенант. Участвовал в обороне Ленинграда. Был командиром взвода автоматчиков, командиром стрелковой роты, переводчиком при штабе армии, помощником начальника штаба полка по разведке. В июне 1944 г. получил тяжелое ранение в районе Выборга. За боевые заслуги награждён орденом Красной Звезды, орденом Отечественной войны I степени, медалью «За оборону Ленинграда».
Похоронен вместе с матерью и старшим братом в колумбарии Донского кладбища в Москве.

## Спортивные результаты
| Год  | Город     | Соревнование                                  | + | − | = | Результат | Место |
| ---- | --------- | --------------------------------------------- | - | - | - | --------- | ----- |
| 1954 | Москва    | Чемпионат Москвы                              |   |   |   |           | [ 7 ] |
|      | Рига      | Командное первенство СССР                     | 3 | 6 | 1 | 3½ из 10  |       |
| 1958 | Москва    | Чемпионат ЦС ДСО «Крылья Советов»             |   |   |   |           | 1     |
| 1962 | Москва    | Чемпионат Москвы                              |   |   |   |           | [ 8 ] |
|      | Ленинград | Матч Ленинград — Москва (против П. Черникова) | 1 | 0 | 1 | 1½ из 2   |       |
| 1963 | Москва    | Спартакиада Москвы                            |   |   |   |           |       |

## Книги
- Турнир шахматных надежд. — М.: Мол. гвардия, 1973. — 46 с.
- Куда идет король… — М.: Мол. гвардия, 1979. — 159 с.
- Я б в гроссмейстеры пошёл… — М.: Мол. гвардия, 1979. — 143 с.
- Последний шах: Антология матовых комбинаций. — М.: ФиС, 1979. — 336 с. (переиздание: М: Андрей Ельков, 2014. — 414 с. — (Бестселлеры XX века). — ISBN 978-5-906254-13-9)
- 1000 матовых комбинаций. — М.: Астрель, 2003. — ISBN 5-17-010336-0.
- Шахматы для начинающих. М.: АСТ, 2002. — ISBN 5-17-012235-7.
- Франсуа Андре Филидор. — М.: Олимпия Пресс, 2006. — (Классики шахматного мира). — ISBN 5-94299-053-0. [в соавт. с В. Л. Барским]
- Хенкин, Виктор Львович. Одиссея шахматного автомата / редакторы Владимир Барский, Сергей Воронков и Максим Ноткин. — М.: Федерация шахмат России, 2019. — 624 с. — (Библиотека ФШР). — ISBN 978-5-907077-17-1.